# Санвулвси
Санвулвси су професионални рагби јунион (рагби 15) тим из Токија и једини су јапански представник у најјачем клупском рагби јунион такмичењу на свету, супер рагбију.

## Састав
Шохеи Хирано
Кејта Инагаки
Шиносуке Какинага
Коки Јамамото
Масатака Миками
Шота Хорије
Такеши Кизу
Тим Бонд
Лиаки Моли
Хитоши Оно
Ендру Дурутало
Јошија Хосода
Томас Леонарди
Ед Квирк
Јуки Јатоми
Туси Писи
Дерек Карпентер
Ју Тамура
Џон Стјуарт
Јасутака Сасакура
Ријам Виљоен
Хајиме Јамашита
Фатига Лемалу